# San Marino en el Festival de la Canción de Eurovisión 2023
San Marino participará en el LXVII Festival de la Canción de Eurovisión, que se celebrará en Liverpool, Reino Unido del 9 al 13 de mayo de 2023, tras la imposibilidad de Ucrania de acoger el concurso por la victoria de Kalush Orchestra con la canción «Stefania». La Radiotelevisione della Repubblica di San Marino (SMRTV) (Radiotelevisión de la República de San Marino en español), radiodifusora encargada de la participación sanmarinense en el festival, decidió mantener el sistema de selección utilizado el año anterior, organizando nuevamente Una Voce per San Marino para elegir a su representante en el concurso eurovisivo.

## Historia de San Marino en el Festival
San Marino es uno de los países que debutaron más recientemente, apareciendo por primera vez en la edición de Belgrado 2008. Desde entonces, el país ha participado 12 ocasiones en el concurso, siendo uno de los países con los peores resultados en el concurso, clasificando a la gran final solo en tres ocasiones: en 2014, 2019 y 2021. Su mejor resultado es la 19.ª posición del 2019 con el cantante Serhat. De 9 eliminaciones en semifinales, se posicionó en dos ocasiones en el último lugar de la semifinal.
En 2022, el popular cantante italiano Achille Lauro, no clasificó a la final terminando en 14.ª posición con 50 puntos en la segunda semifinal con el tema «Stripper».

## Representante para Eurovisión

### Una Voce Per San Marino 2023
Previo al Festival de la Canción de Eurovisión 2022, en febrero de 2022, San Marino confirmó su participación en el festival de Eurovisión de 2023, confirmando la organización por segunda ocasión de su preselección «Una Voce Per San Marino» («Una voz por San Marino», en español). El 20 de agosto de 2022, se realizó una conferencia de prensa donde la SMRTV dio a conocer el formato de la preselección y donde se confirmó la final para el 25 de febrero de 2023.
El formato de la preselección se mantuvo similar al utilizado el año anterior, con la gran diferencia de la supresión de la categoría Big, siendo obligados todos los participantes de pasar la etapa de semifinales aunque pudiéndose saltar la primera etapa. Esta primera etapa 

#### Cástines

##### Artistas Sanmarinenses
- Kida
- Simone De Biagi

##### Artistas Extranjeros

###### Artistas Emergentes
| - Acousticouple - Alabaster - Andry - Angel Dell - Aria - Aristea - Atwood - Blonde Brothers - Brandon Parasole - Camilla - Christina - Christopher - Con Amore - Daniel Schuhmacher - Daudia - DƏVA - Dionysian - E.E.F. | - Edoardo Brogi - Eleonora Alì - Ellynora - Erna Hrönn - Florin Răduță - Francesca Monte & Kevan - Francesco Balasso - Francesco Da Vinci - FreakyBea - Gelida - Gisele Abramoff - Ice Eye - Ilenya - Iole - Jenny & Me - Jenny May - Kiara D.V. junto a Pamela Ivonne Cole | - Leonor - Lodia - Lola - Lost City feat Emerique - Luca Minnelli - Luciano Carlino - Luna Palumbo - Morgana - Nevruz - Nicole Hammett - Noe - Norah - Only Sara - Ophelio - Out Offline - Piqued Jacks - Pjero - Raim | - Ruggero Ricci - Santo - Sara - Silver - Sophia - Surama Tsu - TES – Tutti Esageratamente Stronzi - Tothem - Veronica Howle - Verónica Romero - Vian - Victor Arbelo - Vina Rose - Viviana - Viviana Milioti - Xada - XGiove |

###### Artistas Consagrados
| - Alessandro Coli - Alfie Arcuri - Camille Cabaltera - Ciro De Luca - Deborah Iurato - Deshedus - DramaLove - Eiffel 65 | - Ferrán Faba - Flexx - Francesco Monte - Ginny Vee - Kurt Cassar - Laïoung junto a Marzio - Le Deva - Lorenzo Licitra | - Manuel Aspidi - Massimo Di Cataldo & Andrea Agresti - Mate - Matilde - Mayu - MeriCler - Moreno - Neja & Luca Guadagnini Band | - Rawstrings - Ronela - Rouges - Roy Paci - Selina Albright - Sofia Mae - Stefano d'Orazio - Thomas |

#### Semifinales

##### Semifinal 1
| N.º | Artista            | Canción                   | Resultado           |
| --- | ------------------ | ------------------------- | ------------------- |
| 1   | Acousticouple      | "Hell Rider"              |                     |
| 2   | Alfie Arcuri       | "Collide"                 | Finalista           |
| 3   | Alabaster          | "Ambrosia"                |                     |
| 4   | Andry              | "Superboom"               |                     |
| 5   | Alessandro Coli    | "Afterglow"               |                     |
| 6   | Angel Dell         | "Hard to Be an Angel"     |                     |
| 7   | Aria               | "Una"                     |                     |
| 8   | Aristea            | "Dentro una bolla"        |                     |
| 9   | Atwood             | "Dangerous"               |                     |
| 10  | Blonde Brothers    | "Da che parte stai"       |                     |
| 11  | Brandon Parasole   | "Affare"                  |                     |
| 12  | Camilla            | "It's Not You, It's Me"   | Segunda Oportunidad |
| 13  | Camille Cabaltera  | "Mental"                  | Segunda Oportunidad |
| 14  | Christina          | "Complicated"             |                     |
| 15  | Christopher Grev   | "Stars in the Sky"        |                     |
| 16  | Ciro De Luca       | "L'amore universale"      |                     |
| 17  | Con Amore          | "Perfect Sight"           |                     |
| 18  | Daniel Schuhmacher | "Skin I'm In"             |                     |
| 19  | Daudia             | "What If"                 | Segunda Oportunidad |
| 20  | Deborah Iurato     | "Out of Space"            | Finalista           |
| 21  | Deshedus           | "Non basterà"             | Finalista           |
| 22  | Dəva               | "Malaise"                 |                     |
| 23  | Dionysian          | "Steps of the Way"        |                     |
| 24  | DramaLove          | "Thunder"                 |                     |
| 25  | E.E.F.             | "Something for You"       | Finalista           |
| 26  | Edoardo Brogi      | "Due punti sull'equatore" | Segunda Oportunidad |

##### Semifinal 2
| N.º | Artista                             | Canción                  | Resultado           |
| --- | ----------------------------------- | ------------------------ | ------------------- |
| 1   | Eiffel 65                           | "Movie Star"             | Finalista           |
| 2   | Eleonora Alì                        | "Fade Out"               |                     |
| 3   | Ellynora                            | "Mama Told Me"           | Finalista           |
| 4   | Erna Hrönn                          | "Your Voice"             |                     |
| 5   | Ferrán Faba                         | "Cita en el Metaverso"   |                     |
| 6   | Leonor                              | "Una parola sola"        |                     |
| 7   | Flexx                               | "GOK (God Only Knows)"   | Segunda Oportunidad |
| 8   | Florin Răduță                       | "My Mind"                | Segunda Oportunidad |
| 9   | Francesca Monte & Kevan             | "Holding on to You"      |                     |
| 10  | Francesco Balasso                   | "Chi sono"               |                     |
| 11  | Francesco Da Vinci                  | "Prumess"                |                     |
| 12  | Francesco Monte                     | "Eklissi"                |                     |
| 13  | FreakyBea                           | "Fiori"                  |                     |
| 14  | Gelida                              | "Frena"                  |                     |
| 15  | Ginny Vee                           | "Haunted"                |                     |
| 16  | Gisele Abramoff                     | "Playlist"               |                     |
| 17  | Ice Eye                             | "Raging Storm"           |                     |
| 18  | Ilenya                              | "Japan"                  |                     |
| 19  | Iole                                | "Sul tetto del mondo"    | Finalista           |
| 20  | Jenny & Me                          | "Portami nel cuore"      |                     |
| 21  | Jenny May                           | "When the World Awakens" |                     |
| 22  | Kiara D.V. feat. Pamela Ivonne Cole | "My Time"                | Segunda Oportunidad |
| 23  | Kurt Cassar                         | "Hurdles"                |                     |
| 24  | La Bebae                            | "Tocco il fondo"         | Segunda Oportunidad |
| 25  | Laioung feat. Marzio                | "12 Hours"               |                     |
| 26  | Le Deva                             | "Fiori su Marte"         | Finalista           |
| 27  | Lodia                               | "Fine del mondo"         |                     |

##### Semifinal 3
| N.º | Artista                             | Canción                              | Resultado           |
| --- | ----------------------------------- | ------------------------------------ | ------------------- |
| 1   | Lola                                | "Imperio"                            |                     |
| 2   | Lorenza Rocchiccioli                | "I Am Worthy"                        |                     |
| 3   | Lorenzo Licitra                     | "Never Give Up"                      | Finalista           |
| 4   | Lost City feat. Emerique            | "Titan"                              | Segunda Oportunidad |
| 5   | Luca Minnelli                       | "Lucky Love"                         |                     |
| 6   | Luciano Carlino                     | "Hiroshima's Dreams"                 |                     |
| 7   | Luna Palumbo                        | "Batticuore"                         | Segunda Oportunidad |
| 8   | Manuel Aspidi                       | "Fading Out the Silence"             |                     |
| 9   | Massimo Di Cataldo e Andrea Agresti | "Una canzone brutta"                 |                     |
| 10  | Mate                                | "Prisma"                             | Segunda Oportunidad |
| 11  | Matilde                             | "Come fanno i gatti"                 |                     |
| 12  | Mayu                                | "C'è qualcosa in me che non fuziona" | Finalista           |
| 13  | MeriCler                            | "Souvenirs"                          |                     |
| 14  | Moreno                              | "Vieni via con me"                   |                     |
| 15  | Morgana                             | "A Lonely Night in Shanghai"         | Segunda Oportunidad |
| 16  | Neja & Luca Guadagnini Band         | "Questione di fortuna"               |                     |
| 17  | Nevruz                              | "L'Alieno"                           | Finalista           |
| 18  | Nicole Hammett                      | "Giochi strategici"                  |                     |
| 19  | Noe                                 | "Sottosopra"                         |                     |
| 20  | Only Sara                           | "Bleach"                             |                     |
| 21  | Ophelio                             | "Rubber"                             |                     |
| 22  | Out Offline                         | "Endless Loop"                       |                     |
| 23  | Piqued Jacks                        | "Like an Animal"                     | Finalista           |
| 24  | Norah                               | —                                    | Ausente             |

##### Semifinal 4
| N.º | Artista                            | Canción                   | Resultado           |
| --- | ---------------------------------- | ------------------------- | ------------------- |
| 1   | Pjero                              | "Spiderman"               | Segunda Oportunidad |
| 2   | Raim                               | "All Alone"               | Segunda Oportunidad |
| 3   | Rawstrings                         | "Pardonne-moi mon enfant" |                     |
| 4   | Ronela Hajati                      | "Salvaje"                 | Segunda Oportunidad |
| 5   | Rouges                             | "All'alba del mio amore"  |                     |
| 6   | Roy Paci                           | "Tromba"                  | Segunda Oportunidad |
| 7   | Ruggero Ricci                      | "Firework"                |                     |
| 8   | Santo                              | "Torna presto"            |                     |
| 9   | Sara                               | "Tutto bene"              |                     |
| 10  | Selina Albright                    | "Did I Ever"              |                     |
| 11  | Silver                             | "Get You Back"            |                     |
| 12  | Sofia Mae                          | "Dentro questa musica"    |                     |
| 13  | Sophia                             | "Skybreaker"              |                     |
| 14  | Stefano d'Orazio                   | "Si fa così"              |                     |
| 15  | Surama Tsu                         | "Tre tavole"              |                     |
| 16  | TES - Tutti Esageratamente Stronzi | "Giovani di mezza età"    |                     |
| 17  | Thomas                             | "23:23"                   | Finalista           |
| 18  | Tothem                             | "Sacro e profano"         | Finalista           |
| 19  | Veronica Howle                     | "Che"                     |                     |
| 20  | Verónica Romero                    | "Army of One"             |                     |
| 21  | Vian                               | "Wicca"                   |                     |
| 22  | Vina Rose                          | "Oblivious"               | Finalista           |
| 23  | Viviana                            | "Prigioniera nera"        |                     |
| 24  | Viviana Milioti                    | "Seraphina's Lullaby"     |                     |
| 25  | Xada                               | "Come nei film"           |                     |
| 26  | XGiove                             | "Fuoco e benzina"         | Finalista           |
| 27  | Victor Arbelo                      | —                         | Ausente             |

#### Segunda Oportunidad
| N.º | Artista                             | Canción                      | Resultado |
| --- | ----------------------------------- | ---------------------------- | --------- |
| 1   | Camilla                             | "It's Not You, It's Me"      |           |
| 2   | Camille Cabaltera                   | "Mental"                     |           |
| 3   | Daudia                              | "What If"                    |           |
| 4   | Edoardo Brogi                       | "Due punti sull'equatore"    | Finalista |
| 5   | Flexx                               | "GOK (God Only Knows)"       |           |
| 6   | Florin Raduța                       | "My Mind"                    |           |
| 7   | Kiara D.V. feat. Pamela Ivonne Cole | "My Time"                    |           |
| 8   | La Bebae                            | "Tocco il fondo"             |           |
| 9   | Lost City feat. Emerique            | "Titan"                      |           |
| 10  | Luna Palumbo                        | "Batticuore"                 |           |
| 11  | Mate                                | "Prisma"                     | Finalista |
| 12  | Morgana                             | "A Lonely Night in Shanghai" |           |
| 13  | Raim                                | "All Alone"                  |           |
| 14  | Ronela Hajati                       | "Salvaje"                    | Finalista |
| 15  | Roy Paci                            | "Tromba"                     | Finalista |
| 16  | TES - Tutti Esageratamente Stronzi  | "Giovani di mezza età"       |           |
| 17  | Pjero                               | "Spiderman"                  | Ausente   |

#### Final
| N.º | Artista         | Canción                              | Lugar   |
| --- | --------------- | ------------------------------------ | ------- |
| 1   | Roy Paci        | "Tromba"                             | –       |
| 2   | Vina Rose       | "Oblivious"                          | 10      |
| 3   | Deshedus        | "Non basterà"                        | –       |
| 4   | Kida            | "Stessa pelle"                       | –       |
| 5   | Thomas          | "23:23"                              | –       |
| 6   | Piqued Jacks    | "Like an Animal"                     | 1       |
| 7   | E.E.F.          | "Something for You"                  | 9       |
| 8   | Iole            | "Sul tetto del mondo"                | –       |
| 9   | Deborah Iurato  | "Out of Space"                       | –       |
| 10  | Nevruz          | "L'alieno"                           | –       |
| 11  | Eiffel 65       | "Movie Star"                         | 5       |
| 12  | Le Deva         | "Fiori su Marte"                     | 2       |
| 13  | Mayu            | "C'è qualcosa in me che non fuziona" | 4       |
| 14  | Lorenzo Licitra | "Never Give Up"                      | –       |
| 15  | Mate            | "Prisma"                             | –       |
| 16  | Tothem          | "Sacro e profano"                    | 8       |
| 17  | Edoardo Brogi   | "Due punti sull'equatore"            | 6       |
| 18  | Ellynora        | "Mama Told Me"                       | 7       |
| 19  | Alfie Arcuri    | "Collide"                            | –       |
| 20  | Ronela Hajati   | "Salvaje"                            | –       |
| 21  | XGiove          | "Fuoco e benzina"                    | 3       |
| 22  | Simone De Biagi | "Catching Memories"                  | Ausente |

## En Eurovisión
De acuerdo a las reglas del festival, todos los concursantes deben iniciar desde las semifinales, a excepción del anfitrión (en este caso, Reino Unido), el ganador del año anterior, Ucrania y el Big Five compuesto por Alemania, España, Francia, Italia y el propio Reino Unido. En el sorteo realizado el 31 de enero de 2023, San Marino fue sorteada en la segunda semifinal del festival. En este mismo sorteo, se determinó que participaría en la segunda mitad de la semifinal (posiciones 9-16). Semanas después, ya conocidos los artistas y sus respectivas canciones participantes, la producción del programa dio a conocer el orden de actuación, determinando que el país participaría en la duodécima posición, después de Georgia y precediendo a Austria.